# SV Zulte Waregem (féminines)
Maillots
Actualités
SV Zulte Waregem (féminines) est un club belge de football féminin situé à Zulte dans la Province de Flandre-Orientale. C'est la section féminine du SV Zulte Waregem.

## Palmarès
- Champion D2 (2) : 2003 - 2009
- Champion 1re provinciale Flandre Occidentale (5) : 1981 - 1982 -  1987 - 1991 - 1993

### Bilan
- 7 titres